# 안젤리 브룩스
안젤리 브룩스(Angelle Brooks, 1967년 8월 11일 ~ )는 미국의 배우, 텔레비전 배우, 성우, 영화배우이다.
마이애미에서 태어났다.

## 영화
- 카 잭 (2011년)
- 블루 힐 에버뉴 (2001년) - 마르틴 역
- 파멜라 앤더슨의 VIP (1998년)
- 라스트 엑시트 투 어스 (1996년)
- 터프 바스타드 (1995년)